# Flor de Atalaia
O grupo de dança de siriri Flor de Atalaia é uma associação sociocultural sem fins lucrativos, composto por cerca de 60 pessoas como dançarinos, músicos, apoios e grupo infantil, possuindo diversos perfis de jovens, adultos e crianças. Foi criado em 14 de Novembro de 2013 e fundado em 02 de Outubro de 2014 na cidade de Cuiabá no estado do Mato Grosso.pela Psicóloga Cristina Zuita.
O Grupo de Siriri Flor de Atalaia sagrou-se Campeão Brasileiro em Danças Populares no maior festival de dança do Mundo em Joinville Santa Catarina.
Flor de Atalaia, é reconhecido como uma associação cultural que atua na preservação e divulgação do Siriri, Cururu e Rasqueado, fortalecendo a identidade regional do Culabano.
Com sede em Cuiabá, no bairro Parque Atalaia, Flor de Atalaia tem como principais objetivos a pesquisa, preservação e divulgação das danças e folguedos populares regionais.
Desde sua fundação o grupo já realizou centenas de apresentações, fazendo uso de seus respectivos trajes, adereços e músicas que garantem um variado repertório ao grupo.
O grupo tem linguagem estética e sonora própria, elementos como chapéu de palha, xitão e fitas estão presentes compondo o cenário de aconchego Cuiabano. Instrumentos artesanais como Viola de Cocho, Mocho e Ganzá se fazem presentes.
Em 2017, com o objetivo de ampliar suas ações, Flor de Atalaia foi certificado como Ponto de Cultura pelo Ministério da Cultura e desenvolve desde então ações nas áreas da cultura, tradição, patrimônio, saúde, arte, desenvolvimento social e meio ambiente.
O grupo frutificou músicos, instrumentistas e dançarinos importantes no cenário regional e atualmente é um dos grupos mais reconhecidos com turnês nacionais e internacionais.

## Ficha Técnica

### Presidente do grupo
Cristina Zuita

### Vice-presidente do grupo
Vitor Alessandro dos Santos

### Coreógrafo
Breno Magalhães 

## Premiações
Estas são algumas das premiações que o grupo já recebeu:
- Campeão nacional no Festival de Dança de Joinville (SC) na categoria danças populares brasileiras em 2022.[5]
- Segundo lugar no Festival de Dança de Joinville (SC) na categoria danças populares brasileiras em 2023.[6]